# 渡邊文麿
渡邊 文麿（わたなべ ふみまろ、1934年3月11日 - 1990年3月7日）は、パーリ仏教研究者（Ph.D）である。
山口県小野田市に生まれる。高等学校を卒業後、龍谷大学文学部、龍谷大学大学院でパーリ仏教を学ぶ。1965年、カナダに留学し、トロント大学大学院に入学する。パーリ仏教研究者のA.K.WarderやH.Saddhatissaの指導を受け、1976年にPh.Dの学位を授与される。その後、近畿大学（言語学）の教授を経て、愛知学院大学文学部国際文化学科の教授となる。
また、1979年からPali Text Societyの日本代表を務め、海外の仏教研究者との交流にも力を注いだ。
1990年3月7日、胃ガンのため他界。

## 略歴
- 1934年 山口県小野田市に生まれる
- 1956年 龍谷大学文学部仏教学科卒業
- 1958年 龍谷大学大学院文学研究科パーリ仏教専攻修士課程修了
- 1961年 龍谷大学大学院文学研究科パーリ仏教専攻博士課程単位取得満期退学
- 1967年 カナダ・トロント大学大学院東アジア研究科パーリ仏教専攻修士課程修了
- 1970年 カナダ・トロント大学大学院サンスクリット・インド研究科インド・仏教哲学専攻博士課程単位取得満期退学
- 1970年 名城大学法学部非常勤講師
- 1972年 近畿大学専任講師
- 1975年 近畿大学助教授
- 1976年 Ph.D.（哲学博士）の学位授与（トロント大学）
- 1978年 龍谷大学文学部非常勤講師
- 1981年 近畿大学教授
- 1985年 花園大学文学部非常勤講師
- 1985年 広島大学大学院文学研究科非常勤講師
- 1987年 愛知学院大学文学部国際文化学科教授
- 1989年 名古屋大学文学部非常勤講師
- 1990年 往生

### 受賞歴
山内慶華財団論文賞（1956）

## 著作リスト
- Philosophy and its Development in the Nikayas and Abhidhamma
- 遊行経に学ぶ

### 英訳書
- Notes on 'Essentials of Faith Alone' 共著
- Notes on Once-Calling and Many-calling　共著
- Notes on the Inscription on Sacred Scrolls　共著
- Passages on the Pure Land Way　共著
- The True Teaching, Practice and Realization of the Pure Land Way, vol. 1　共著
- The True Teaching, Practice and Realization of the Pure Land Way, vol. 2　共著
- The True Teaching, Practice and Realization of the Pure Land Way, vol. 3　共著

### 論文
- CiNii>渡邊文麿
- INBUDS>渡邊文麿

- 論書の始原形態
- 論書の始原形態ー雑阿含と無碍解道との関係ー
- 論書の始原形態ーDhammmasanganiを中心とせる心所の考察ー
- 無余涅槃の始原的意義
- 原始仏典におけるParinibbana
- 涅槃の異名に関する研究
- 有と涅槃の問題
- The Principles of Reasoning and Forms of Argument in the Early Buddhist Canon
- Logical Arguments in the Dialogues(suttas)
- How the Dialogue on Dhammas was Conducted
- A Semantical Study of the Word takka in Pali Texts
- DhammakathaとCatechism
- The Expression and Communication of thoughtーThe Role of Words in Religionsー
- The Character and Function of Similes in the Nikayas
- 続・感情語と比喩表現ースッタニパータからー
- 続・viparinamadhammaの深層構造
- AniccaとViparinamadhamma
- anumanaの語義変化
- The Proto-Indo-European *gne and the Root jan in Pali
- ニカーヤにおけるsuttaの核概念
- anupubbikathaの問題点
- A Study of the Puddala Chapter in the Kathavatthu and the Vijnanakaya
- 翻訳と思想ー或るパーリ語をめぐってー
- 近畿大学図書館所蔵「セイロン語の貝葉写本」について
- クッダカニカーヤのオリジナル考
- The Conception of Abhidhamma in the Nikayas and Amagas: its Characteristics
- On Dhammacakkhu
- 70年代のマレーシアの仏教
- パーリ仏教における解脱思想
- 翻訳伝承学の確立とその研究ー心・意・識と信（心）を中心にー
- Invitation to Abhidhamma Philosophy
- A Study of the Samskara Chapter in the Samyuktabhidharmasarasastra
- Comtemporary Buddhism in Malaysia
- ジャイナ教と原始仏教に関する比較研究
- YOGAの意味論的研究ーパーリ語資料を中心にー
- A Study of the First Chapter in the Abhidharmasarasastra
- Samadhi and Jhana in Early Buddhism
- Vikappa, Vitakka, Vicaraーパーリ語資料を中心にー
- アビダルマにおける存在論の体系的研究ー翻訳伝承学の観点からー
- 真俗二諦の起源と意義　共著
- マレーシア華人と仏教
- オーストラリアの仏教ーWA仏教会とS僧院の運営ー
- オーストラリアの仏教の歴史と現況
- English Translation of the Chung-Tsu-king